# Lilla Ann-Louise
Lilla Ann-Louise är en sång skriven av Ebbe Nilsson och Acke Svensson, och utgiven 1974 som B-sida till singeln Har du nånsin, i Sten Nilssons namn. I Sten & Stanleys namn låg den under perioden 12 maj - 21 juli 1974 på Svensktoppen. 1975 togs den även med på bandets samlingsalbum Sten & Stanleys bästa bitar.
Den spelades också in av Lasse Green 1975 på albumet Tjugoåtta sköna tjejer, av Alf-Oles 1985 på albumet Alf-Oles 6. och av Dannys 1988 på albumet Baldakinenbandet: vol. 25.